# Mistrovství světa ve sportovním lezení 2003
Mistrovství světa ve sportovním lezení 2003 (anglicky: UIAA Climbing World Championship, francouzsky: Championnats du monde d'escalade, italsky: Campionato del mondo di arrampicata, německy: Kletterweltmeisterschaft) se uskutečnilo jako sedmý ročník 9.—13. července v Chamonix pod hlavičkou Mezinárodní horolezecké federace (UIAA), podruhé ve Francii, závodilo se v lezení na obtížnost a rychlost, a podruhé také v boulderingu.

## Průběh závodů

### Češi na MS
Tomáš Mrázek se stal prvním českým Mistrem světa v lezení (na obtížnost), získal zde svou druhou a celkově třetí českou medaili. Do semifinále v lezení na obtížnost se dostaly Tereza Kysilková a Soňa Hnízdilová. V lezení na rychlsot jsme zde neměli reprezentanta. Věra Kotasová-Kostruhová se dostala v boulderingu do finále (se šesti topy na devět pokusů postupovala ze čtvrtého místa), kde skončila na vynikajícím šestém místě.

### Výsledky mužů a žen
| obtížnost                 | obtížnost               | rychlost               | rychlost              | bouldering             | bouldering                  |
| ------------------------- | ----------------------- | ---------------------- | --------------------- | ---------------------- | --------------------------- |
| muži                      | ženy                    | muži                   | ženy                  | muži                   | ženy                        |
| 1. Tomáš Mrázek           | 1. Muriel Sarkanyová    | 1. Maksym Stenkovyj    | 1. Olena Repko        | 1. Christian Core      | 1. Sandrine Levet           |
| 2. Patxi Usobiaga Lakunza | 2. Emilie Pouget        | 2. Tomasz Oleksy       | 2. Taťjana Rujgová    | 2. Jérôme Meyer        | 2. Natalia Perlova          |
| 3. David Caude            | 3. Sandrine Levet       | 3. Alexandr Pěšechonov | 3. Valentina Jurinová | 3. Tomasz Oleksy       | 3. Fanny Rogeaux            |
|                           |                         |                        |                       |                        |                             |
| 55.—58. Martin Fojtík     | 15.—16. Soňa Hnízdilová | —                      | —                     | 36.—37. Radovan Souček | 6. Věra Kotasová-Kostruhová |
| 69.—71. Pavel Kořán       | 28. Tereza Kysilková    | —                      | —                     | 47.—48. Jiří Přibil    | 24. Helena Lipenská         |
| —                         | 36.—37. Lucie Rajfová   | —                      | —                     | —                      | —                           |
| —                         | 38.-39. Helena Lipenská | —                      | —                     | —                      | —                           |
|                           |                         |                        |                       |                        |                             |
| 8 finalistů               | 10 finalistek           | 8/4 finalistů          | 8/4 finalistek        | 12 finalistů           | 12 finalistek               |
| 31 semifinalistů          | 29 semifinalistek       | 16 semifinalistů       | bez semifinále        | bez semifinále         | bez semifinále              |
| 87 mužů                   | 54 žen                  | 18 mužů                | 15 žen                | 76 mužů                | 39 žen                      |

### Čeští Mistři a medailisté
| Disciplína | Lezec/lezkyně | Zlato         | Stříbro | Bronz |
| ---------- | ------------- | ------------- | ------- | ----- |
| Obtížnost  | Tomáš Mrázek  | Zlatá medaile |         |       |

### Medaile podle zemí
| pořadí | stát      | Zlatá medaile | Stříbrná medaile | Bronzová medaile | celkem |
| ------ | --------- | ------------- | ---------------- | ---------------- | ------ |
| 1.     | Ukrajina  | 2             | 1                | 0                | 3      |
| 2.     | Francie   | 1             | 2                | 3                | 6      |
| 3.     | Česko     | 1             | 0                | 0                | 1      |
| 3.     | Belgie    | 1             | 0                | 0                | 1      |
| 3.     | Itálie    | 1             | 0                | 0                | 1      |
| 6.     | Rusko     | 0             | 1                | 2                | 3      |
| 7.     | Polsko    | 0             | 1                | 1                | 2      |
| 8.     | Španělsko | 0             | 1                | 0                | 1      |

### Zúčastněné země
| 1.   | Česko              | Belgie      | Ukrajina | Ukrajina  | Itálie             | Francie            |
| 2.   | Španělsko          | Francie     | Polsko   | Rusko     | Francie            | Ukrajina           |
| 3.   | Francie            | Itálie      | Rusko    | Polsko    | Polsko             | Rusko              |
| 4.   | Německo            | Švýcarsko   | Maďarsko | Indonésie | Rakousko           | Česko              |
| 5.   | Rusko              | Rakousko    | Belgie   | Rakousko  | Ukrajina           | Itálie             |
| 6.   | Švýcarsko          | USA         | Francie  | Indie     | Rusko              | Austrálie          |
| 7.   | Itálie             | Ukrajina    | Indie    | —         | Japonsko           | Rakousko           |
| 8.   | Jižní Korea        | Rusko       | —        | —         | Spojené království | Španělsko          |
| 9.   | Švédsko            | Slovinsko   | —        | —         | Slovensko          | Japonsko           |
| 10.  | USA                | Česko       | —        | —         | Slovinsko          | USA                |
| 11.  | Japonsko           | Německo     | —        | —         | Nizozemsko         | Švédsko            |
| 12.  | Ukrajina           | Japonsko    | —        | —         | Španělsko          | Slovensko          |
| 13.  | Rakousko           | Jižní Korea | —        | —         | Finsko             | Belgie             |
| 14.  | Belgie             | Švédsko     | —        | —         | Německo            | Indonésie          |
| 15.  | Slovinsko          | Španělsko   | —        | —         | Švédsko            | Polsko             |
| 16.  | Slovensko          | Slovensko   | —        | —         | Česko              | Spojené království |
| 17.  | Spojené království | Norsko      | —        | —         | Švýcarsko          | Dánsko             |
| 18.  | Nizozemsko         | Nizozemsko  | —        | —         | Jižní Korea        | Norsko             |
| 19.  | Polsko             | Polsko      | —        | —         | Portugalsko        | Nový Zéland        |
| 20.  | Dánsko             | Izrael      | —        | —         | Řecko              | Nizozemsko         |
| 21.  | Izrael             | Finsko      | —        | —         | Dánsko             | —                  |
| 22.  | Finsko             | Indonésie   | —        | —         | Srbsko             | —                  |
| 23.  | Portugalsko        | Nový Zéland | —        | —         | Gruzie             | —                  |
| 24.  | Severní Makedonie  | Indie       | —        | —         | Izrael             | —                  |
| 25.  | Indie              | —           | —        | —         | Severní Makedonie  | —                  |
| 26.  | —                  | —           | —        | —         | Bulharsko          | —                  |
| (34) | 25                 | 24          | 7        | 6         | 26                 | 20                 |